# Gilicze László
Gilicze László (Szentes, 1915. november 4. – 1997. május 9.) református lelkész, egyháztörténeti, helytörténeti kutató.

## Élete
Édesapja Gilicze Antal szentes-felsőpárti református lelkész, édesanyja Horváth Jolán. Elemi és középfokú iskoláit Siklóson és a szentesi gimnáziumban végezte, majd a budapesti teológiára iratkozott be, ahol tanulmányainak utolsó évében annak seniora volt. Három évet töltött Amszterdamban, 1942 júniusában egyházjogból doktori vizsgát tett, s megkapta a drs. címet. Segédlelkészként Budapesten, Kiskunhalason, Kajdacson, valamint a szilicei konferencia telepen szolgált, a Soli Deo Gloria református diákszövetség országos titkára volt.
1944-1987 között a Szentes-Felsőpárti Egyházközség lelkésze, 1979-től 1987-ig a Csongrádi Református Egyházmegye levéltárosa, gyűjteményi előadója, majd tanácsbírája, 1970-1977 között a Csallány Gábor Múzeum Baráti Kör elnökségi tagja. Szentes szellemi, tárgyi emlékeinek gyűjtését, feljegyzését, megőrzését szívügyének tartotta.
Korábban megírt (ötvenes években) dolgozatát 1989-ben kibővítve benyújtotta, s a következő évben Debrecenben szótöbbséggel "summa cum laude" doktorrá fogadták. Ekkor éppen hetvenöt éves volt. Disszertációjának teljes címe: "Az egyetemes kegyelem tana Kuyper Ábrahám és bírálói, továbbkutatói szerint." A fordítást, temetők ügyeivel való törődést, helyettesítést, evangelizálást nyugdíjas éveiben is fáradhatatlanul folytatta. 1997. május 9-én szívinfarktust követően hunyt el.
Várady Erzsébetet 1946. április 20-án vette feleségül, házasságukból négy gyermek született. Hatalmas család atyja lett. Négy gyermeke: Gilicze László, Gilicze András, Gilicze Márta és Gilicze Ágnes. Mind a 10 unokáját ismerte, a legkisebb unokáját is 2 éves koráig ismerhette. ...

## Főbb tudományos munkái
Tanulmányok: Hit és történelem, hat részben; Elvi igazság és a való élet kapcsolata igehirdetésünkben, 12 rész; Mit tanít Isten kijelentése az emberről?(70 oldal)
Fordítások hollandból:
S.G.de Graaf: A keresztyén egyháztörténelem áttekintése(1948); Abraham Kuyper: In Jezus ontslapen (Jézusban hunyt el)(109 oldal); Dr. J. Douma: De tien gebodon ( A tízparancsolat); J.J.van Oosterzee: Stemmen van Patmos (Üzenetek Patmoszról)(141 oldal)
1970-1994. között Szentesen elmondott temetési beszédei

## Életfelfogásának jellemzője
Gilicze László mesélte:
"Évekkel ezelőtt olvastam valahol egy elbeszélésben, hogy Hollandiában, ahol gátak vannak a tengerparton, valaki azt látta, hogy egy kisgyerek tartja a kezét a kőgáton, ahol volt egy kis repedés. Csodálkozva kérdezte a fiút: Mit csinálsz? Mire azt felelte: Tartom a tengert! 
--- Én is tartottam, amíg bírtam..."

## Képgaléria

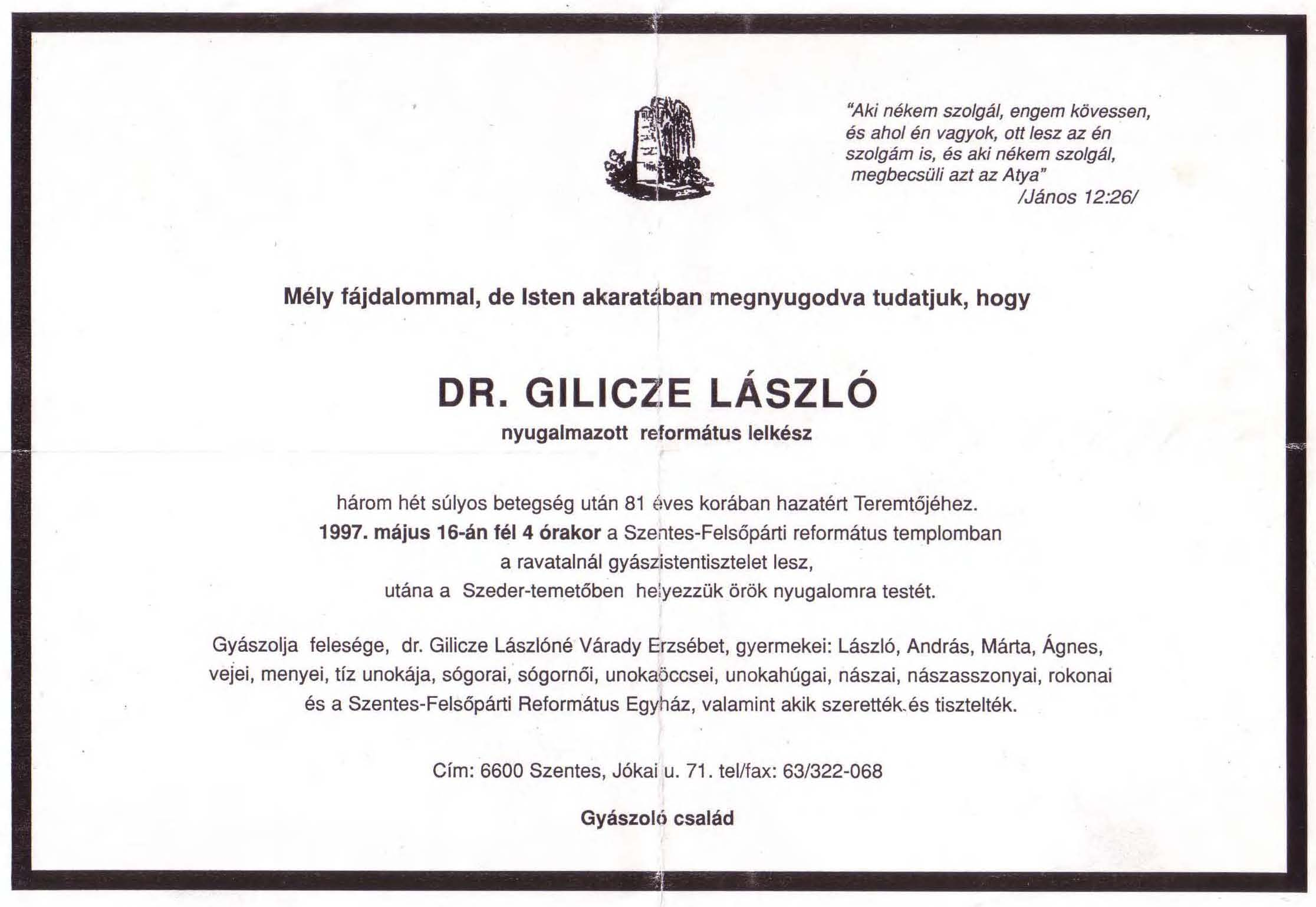
Dr. Gilicze László református lelkész gyászjelentése
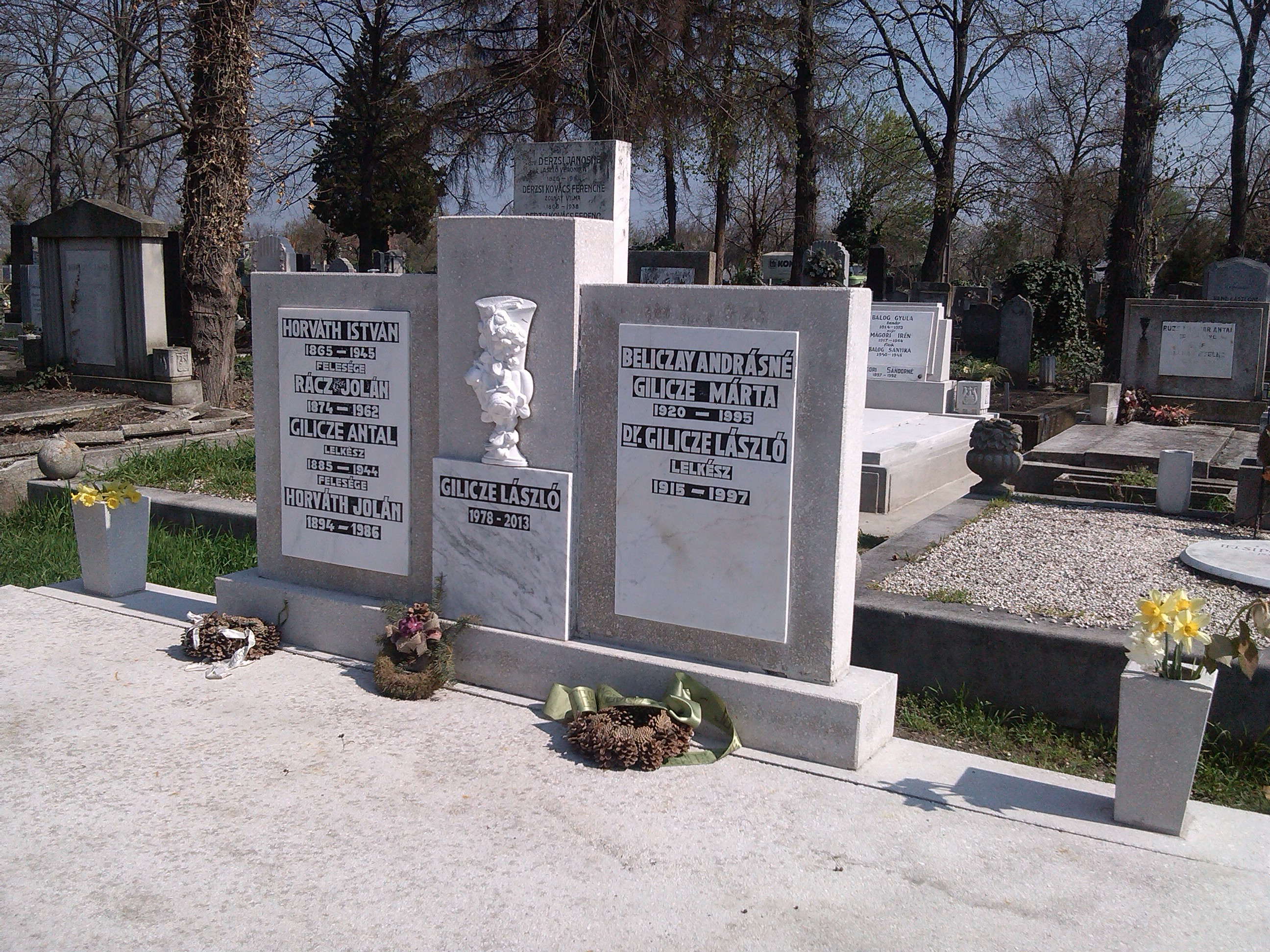
A Gilicze család síremléke a szentesi Szeder temetőben